# Тодор Стоянов (просветен деец)
Вижте пояснителната страница за други личности с името Тодор Стоянов.
Тодор Стоянов Кръстев е български просветен, културен, обществен деец и революционер.

## Биография
Тодор Стоянов е роден на 24 януари 1888 година в град Скопие, тогава в Османската империя, днес в Северна Македония. Учи в родния си град и в Цариград, където през 1908 година завършва Българската духовна семинария. През същата година е назначен за учител в Радовиш, където учителства една година. През 1909 - 1911 е учител във Валовища. Тук се включва активно в дейността на Българския учителски съюз в Турция и е избран за председател на учителското дружество „Пробуда“ във Валовища. От 1911 година Стоянов е назначен за учител в Петрич, където трайно се установява и учителства до 1940 година.
Присъединява се към Вътрешната македоно-одринска революционна организация и е избран в ръководството на Петричкия революционен комитет.
От 1911 година Стоянов е ръководител и деригент на оркестър „Струна“. След освобождението на Петрич от османска власт през 1912 година е член на околийското ръководство. Стоянов е един от основателите, кръстник и пръв председател (1914 – 1919) на читалище „Братя Миладинови“ в Петрич. Към 1931 година е член на настоятелството на Македонското благотворително братство „Христо Матов“ в града. През периода 1934 - 1940 година е директор на петричката прогимназия „Гоце Делчев“. Ползва се с авторитет пред гражданството и властите и с това допринася за подобряване на материалната база на училищата и за разширяване на просветната и културната дейност в града. Награден е с орден „За гражданска заслуга“ V степен.
Умира на 18 януари 1975 година в София. Негов зет е комунистическият деец Горан Ангелов.
Името „Тодор Стоянов“ носи улица в Петрич.